# Suzuki Exhaust Tuning
SET staat voor: Suzuki Exhaust Tuning.
Dit is een klep in het uitlaatsysteem van de Suzuki GSX-R 1000 motorfiets die afhankelijk van de stand van de gashendel, de ingeschakelde versnelling en het toerental wordt verdraaid in meer vermogen in het middentoerengebied vrij te maken. Vergelijkbaar met EXUP (Yamaha) en H-VIX Honda).